# Bolesław Talago (mierniczy)
Bolesław Talago (Balys Talago)  (ur. 15 kwietnia 1886 w Wadowicach, zm. 3 września 1960 w Warszawie) – wydawca jednego z pierwszych czasopism poświęconych radiu w Polsce, polski inżynier mierniczy.

## Życiorys

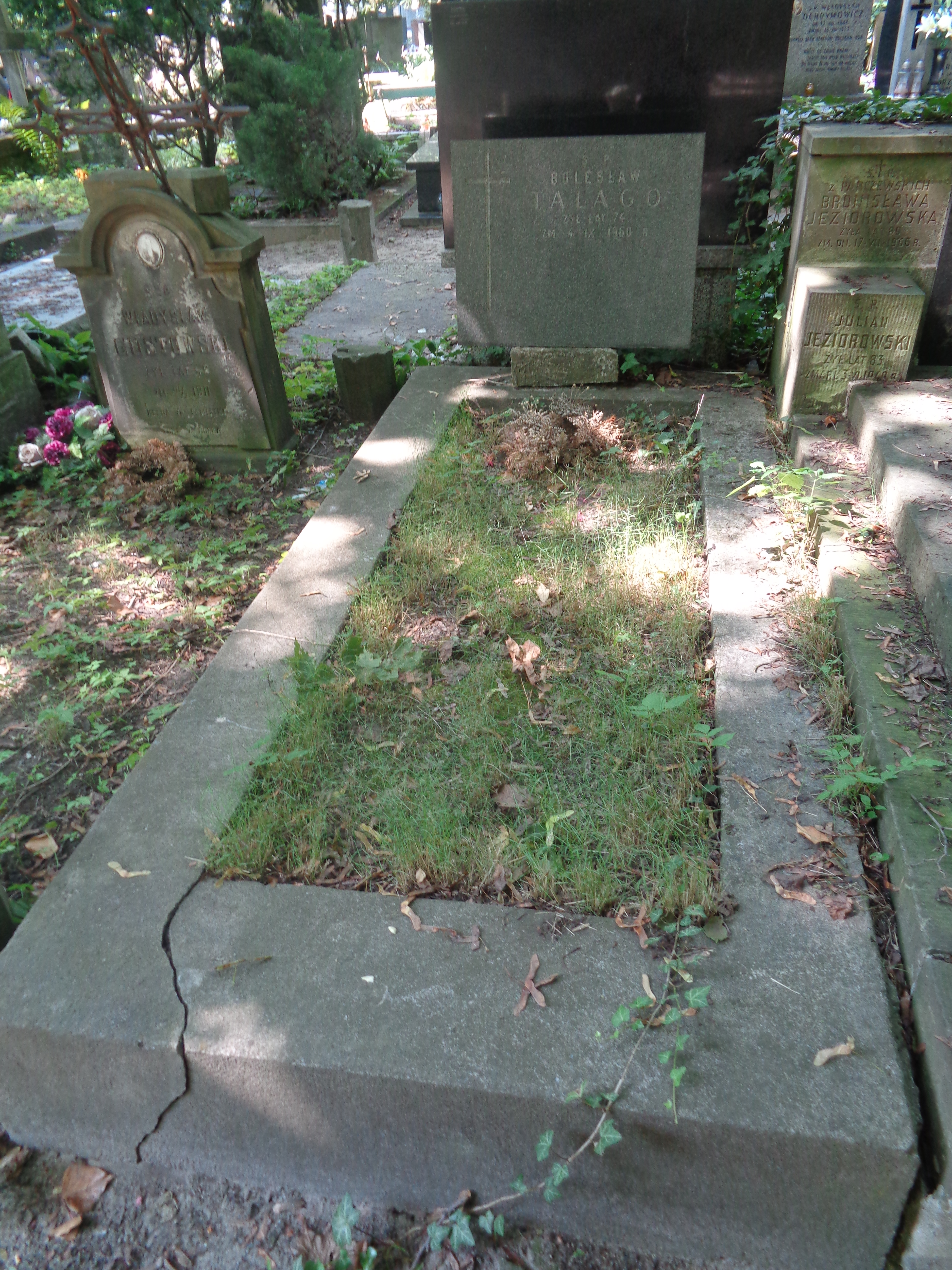
Nagrobek mierniczego Bolesława Talago na Cmentarzu Powązkowskim

Był synem Józefa Talaga (ur. 1859 w Zembrzycach) i Teofili z Kulikowskich. Od lutego 1925 wydawał pismo Radio: dwutygodnik ilustrowany poświęcony radjotechnice; redaktorem był Bohdan Babski. 
Było to jedno z pierwszych polskich pism poświęconych wyłącznie radiu i radiotechnice. Nakładem pisma wyszła też książka Radio dla wszystkich Babskiego.  Pismo powstało przed rozpoczęciem w Polsce stacji radiowych o dużym zasięgu i Talago wydał tylko dwa numery. Następnie wychodziło pod zmienioną nazwą Radioświat - dwutygodnik poświęcony radjotechnice.  
Ukończył szkołę realną. W  lutym 1923 roku zarejestrował firmę Biuro Miernicze w Toruniu.  Jako mierniczy i geodeta mieszkał i pracował wraz z rodziną w wielu miastach Pomorza oraz wschodniej Polski: Kamieńcu Podolskim (1920), Toruniu, Grudziądzu (1928),  Białymstoku (1932) Grodnie, Bielsku Podlaskim (1933), Wilnie (1935). Miał dwie żony. Z Katarzyną Talago (ur. 1900 w Cybylówce) z domu Sołonienko wziął ślub w 1925 roku i miał z nią czworo dzieci – Bolesława Talago (1919-1976), Bronisława (1925-1998), Halinę (1927-2013) i Danutę (1934-1978). W czasie wojny w latach 1942-1944 pracował w komisariacie w Wilnie. W 1943 roku był aresztowany i osadzony  w obozie pracy przymusowej w Prawieniszkach na Litwie w związku z wyrokiem wykonanym przez Armię Krajową na inspektorze litewskiej policji Marianie Podobasie. W grupie zatrzymanych byli przedstawiciele polskiej inteligencji w tym naukowcy, nauczyciele, adwokaci, lekarze, inżynierowie. Po wojnie prowadził gospodarstwa rolne w Łodzi i od 1953 roku w Niechorzu. Zmarł w wieku 74 lat, jest pochowany w Warszawie na cmentarzu Powązkowskim (kw. 286-1-10).